# تپه اطراف شهر سوخته ۲۲۹
تپه اطراف شهر سوخته ۲۲۹ مربوط به هزاره سوم ق. م است و در شهرستان زابل، بخش شیب آب، دهستان لوتک، روستای حومه شهر سوخته، ۹/۸ کیلومتری جنوب غرب پایگاه باستان‌شناسی شهر سوخته واقع شده و این اثر در تاریخ ۱۵ اسفند ۱۳۸۵ با شمارهٔ ثبت ۱۷۹۸۹ به‌عنوان یکی از آثار ملی ایران به ثبت رسیده است.